# Voz Portucalense
A Voz Portucalense é um jornal semanário eclesial de informação e opinião publicado no Porto, Portugal.
Sucedeu ao jornal "Voz do Pastor", devendo-se a alteração do nome para "Voz Portucalense" à eclesiologia decorrente do II Concílio do Vaticano.
O jornal foi fundado em 1970 e o seu actual director é Manuel Correia Fernandes.